# Movimento Cristiano Lavoratori
Il Movimento Cristiano Lavoratori  (MCL) è un movimento di lavoratori cristiani a carattere sociale, di solidarietà e volontariato.
Il MCL intende promuovere l'affermazione dei principi cristiani nella vita, nella cultura, negli ordinamenti, nella legislazione. Opera come movimento ecclesiale di testimonianza evangelica organizzata, in fedeltà agli orientamenti del magistero della Chiesa.

## Storia
Il MCL nasce nel 1970 ma la fondazione ufficiale risale all'8 dicembre 1972. In quella data a Roma si riunirono il Movimento cristiano dei lavoratori italiani (MoCLI), la Federazione Associazioni Cristiane dei Lavoratori Italiani (FederACL) e alcune sezioni delle Libere ACLI, le componenti che avevano abbandonato le Associazioni Cristiane Lavoratori Italiani per non aver condiviso le motivazioni, le prospettive e soprattutto i risvolti sul piano ecclesiale e sociale, collegati alla “svolta socialista” post-1968.
Per tale dolorosa frattura (incoraggiata dal pontefice Paolo VI), il M.C.L. si sentì sottoposto a una sorta di ostracismo da parte di alcuni mass media e di certi ambienti, teorizzando che esistesse un interesse a egemonizzare culturalmente l'associazionismo cattolico per poter costruire la famosa cosiddetta “terza via”. In realtà ciò non avvenne ed oggi infatti le ACLI sono indipendenti da qualsiasi tipo di partito e di strategia politica.
Il MCL ha ritenuto necessario, invece, propugnare un'idea di capitalismo dal “volto umano”, in cui si complementino libertà di mercato, solidarietà e sussidiarietà. Il riferimento è sempre la dottrina sociale della Chiesa e gli insegnamenti del suo magistero, in un quadro di “libertà di scelta” e di profonda comunione con tutte le diverse componenti del variegato mondo dell'associazionismo cattolico.

## Organizzazione e presenza territoriale
Con i suoi circa 342.000 iscritti, il MCL ha sedi di Movimento e Servizi (Patronato e Caf) su tutto il territorio nazionale, oltre che all’estero: 
- In Europa: in Gran Bretagna, Svizzera, Germania, Francia, Belgio e poi ancora a Sarajevo, Bucarest e Chișinău (Moldavia);
- Nel resto del mondo, in USA, Canada, Argentina, Brasile e Australia.

Le sedi di Patronato sono presenti in 68 province italiane, mentre le sedi Caf sono distribuite su tutto il territorio nazionale: complessivamente la struttura MCL Servizi ha all’attivo oltre 850 dipendenti e oltre 3.000 volontari. Inoltre, sempre su tutto il territorio nazionale, sono presenti 2.850 Circoli MCL.
Per quanto attiene alla formazione, all’agricoltura e all’immigrazione – settori cardine dell’impegno del MCL - sono stati creati i seguenti Enti di Servizio: l'EFAL (Ente di formazione e addestramento lavoratori), incluso fra gli Enti di formazione riconosciuti dal Ministero del Lavoro, che è da tempo avviato su percorsi di alta progettualità e professionalità; la Feder.Agri (Federazione Nazionale per lo Sviluppo dell'Agricoltura), che opera in favore degli appartenenti alle categorie agricolo-rurali al fine di favorirne il progresso tecnico produttivo, economico e sociale; l'ALS MCL (Associazione Lavoratori Stranieri MCL) costituita per favorire il pieno inserimento degli immigrati nella società italiana, promuovendo i loro diritti e quelli delle loro famiglie, la convivenza e la cooperazione fra culture ed etnie diverse. L’ALS fornisce servizi di assistenza legale, di consulenza, di informazione e corsi di lingua e cultura italiana.

## Attività
Il MCL fornisce assistenza su temi fiscali, pensioni, previdenza, materie legali, del lavoro, formazione professionale, assistenza in agricoltura.
Da anni il Movimento - in collaborazione con il CEFA, la Ong del MCL - ha avviato inoltre una serie di progetti di cooperazione con comunità locali di vari Paesi del mondo dove maggiore è l’incidenza di povertà, bisogno, disagio sociale.
Molti anche gli interventi per contrastare le emergenze umanitarie: tra i tanti un cenno speciale merita il progetto Dal Seme al Cibo, voluto per promuovere la sovranità alimentare e la capacità di autosostentamento delle comunità rurali nelle aree più povere del pianeta.
Proseguono inoltre gli interventi di cooperazione internazionale avviati da anni in Eritrea, Marocco, Tanzania, Sud Sudan e Somalia: terre devastate da guerre e carestie, dove la questione alimentare è vera emergenza. 
Al centro dell’impegno del MCL anche i Balcani e l’Est europeo, dove sono molti i progetti messi in campo dal Movimento per favorire il dialogo interreligioso, aprire nuove vie e spazi al dialogo sociale vera risposta all’intolleranza del nostro tempo. A partire da Sarajevo dove è stato costruito il Centro Multimediale per il Dialogo: un edificio di tre piani sul Monte Trebevic, a 7 km dal centro della città, dove i cecchini serbi erano soliti sparare sui civili negli oltre due anni di assedio della guerra. Il Centro è aperto a tutti: cattolici, musulmani, ortodossi e serbi, e ha lo scopo, attraverso una serie di progetti di carattere culturale e formativo, di realizzare percorsi di dialogo e di integrazione fra i giovani, per una pace definitiva.
Oppure a Bucarest, dove il MCL ha in cantiere una serie di progetti in via di realizzazione anche grazie al sostegno della Conferenza Episcopale Rumena: in primis la realizzazione di abitazioni sui terreni concessi dalla Diocesi, dove giovani coppie cattoliche stanno costruendo le loro case, villette monofamiliari modeste ma graziose. Ed è proprio su questo terreno che il MCL ha costruito la nuova sede del Movimento (che si affianca a quella storica, attiva ormai da vent’anni nei locali della Diocesi, proprio accanto alla cattedrale). Si tratta di una sede polivalente dove, negli spazi interni e nell'ampio giardino collegato, oltre alle attività assistenziali proprie dei Servizi offerti dal Patronato, si svolgeranno anche attività ricreative e socioculturali per le famiglie del quartiere e per i bambini: un quartiere che si candida a diventare uno dei punti di aggregazione della comunità locale, con un’importante funzione sociale.
Sono inoltre in pieno svolgimento molti corsi di formazione, organizzati dal MCL in tutte le capitali dei Balcani, dove il Movimento è particolarmente attivo e presente con una serie di iniziative volte a promuovere una rete di dialogo sociale e di amicizia.
Sul piano della cooperazione internazionale, invece, il Movimento ha in corso progetti mirati che riguardano in particolare due Paesi: in primis la Moldavia (e, in particolare, la Transnistria, regione di confine contesa dalla Russia che sta vivendo momenti drammatici della sua storia) e poi la Giordania, che soffre di un’immigrazione crescente dai vicini Paesi in guerra, specie Siria e Iraq. 
Proprio in Giordania il Movimento ha realizzato numerosi progetti per la promozione del dialogo interreligioso in Medio Oriente e per l’integrazione dei cristiani di Gerusalemme: su tutti spicca l’impegno per la costruzione dell’Università Cattolica di Madaba, per formare una nuova classe dirigente illuminata e tollerante, abituata a lavorare insieme, a studiare insieme, a camminare insieme pur nella diversità delle provenienze. Qui il MCL, inoltre, ha messo a disposizione anche numerose borse di studio per gli studenti più meritevoli. È convinzione del Movimento, infatti, che si potrà arrivare alla pace solo a partire da una dimensione educativa forte e abituata al confronto e all’interazione con le diverse culture.
Non solo: sempre con il Patriarcato latino di Gerusalemme, il MCL ha contribuito ad un altro importante progetto per la costruzione di case destinate alle giovani coppie che investono il loro futuro sulla permanenza nella città di Gerusalemme, affinché i luoghi santi non rimangano solamente luoghi di turismo o archeologia, ma godano della presenza di una comunità cristiana viva.

## Presidenti
- Carlo Borrini e Giovanni Bersani, copresidenti (1972-1974)
- Giovanni Bersani (1974 - luglio 1976)
- Giovanni Bersani (luglio 1976 - 1980)
- Bruno Olini (1981 - 1988)
- Lucio Toth (1988 - 1994)
- Nazarenno Figorilli (1988 - 1994)
- Vittorio Benedetti (1995 - 2001)
- Carlo Costalli (2001 - 2020)
- Domenico Delle Foglie (giugno - ottobre 2020)
- Antonio Di Matteo (2021 - 2024)
- Alfonso Luzzi (marzo 2024 - in carica)